# 5762 Wänke
5762 Wänke là một tiểu hành tinh vành đai chính với chu kỳ quỹ đạo là 1306.1161465 ngày (3.58 năm).
Nó được phát hiện ngày 2 tháng 3 năm 1981.